# Mauborget
Mauborget est une commune suisse du canton de Vaud, située dans le district du Jura-Nord vaudois.

## Population

### Surnom
Les habitants de la commune sont surnommés lè Tsayou (les jaloux en patois vaudois) et les Grillons (lè Grelyet, peut-être pour la rime),,,.